# Кошакер, Пауль
Пауль Коша́кер (нем. Paul Koschaker; 19 апреля 1879, Клагенфурт — 1 июня 1951, Базель) — австро-немецкий историк права.

## Биография
Первоначально изучал в Грацском университете математику, затем перешёл на юридический факультет. В 1903 году становится доктором права. Занимаясь римским правом, учёный приезжает в Лейпцигский университет, где он работает с Людвигом Митайсом и Эмилем Штрогалом. Первую учёную степень получил в 1905 году в Граце. В 1908 году Кошакер становится внештатным профессором римского права в Инсбрукском университете, в следующем году — профессором немецкого университета Карла-Фердинанда в Праге. В 1915 году учёный приглашается в Лейпцигский университет, где занимает кафедру римского и немецкого гражданского права. В Лейпциге Пауль Кошакер живёт и работает более 20 лет, занимаясь — в том числе — изучением сохранившихся записей юридического содержания клинописным шрифтом древней Месопотамии, пока в 1936 году он не поступает на работу в Берлинский университет. В 1941 году Кошакер переводится в Тюбингенский университет. После выхода в отставку в 1946 году учёный продолжает преподавательскую деятельность в качестве приглашённого профессора в Мюнхенском университете (1946—1947), Галльском университете (1948), Анкарском университете (1949—1950), Боннском университете (1951). В 1947 году выходит в свет первое издание наиболее значительной работы учёного «Европа и римское право» (нем. «Europa und das Römische Recht»).
Пауль Кошакер был почётным доктором юридических факультетов университетов Афин, Оксфорда и Фрайбурга, почётным доктором философии университетов Граца и Лейпцига, действительным членом Саксонской и других академий наук. В Вене одна из улиц названа его именем (Koschakergasse).